# Jan Zamoyski

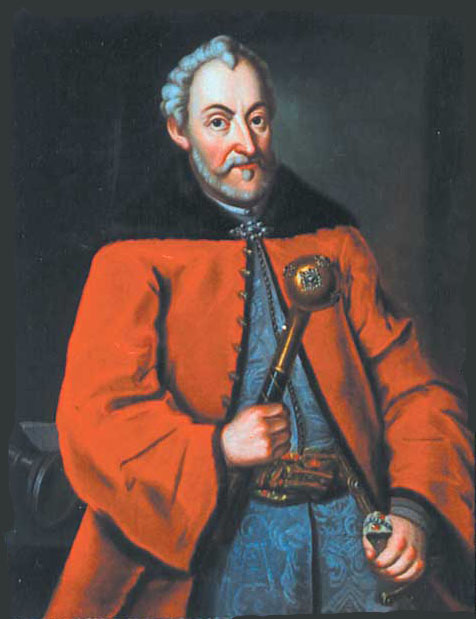
Jan Zamoyski în delia purpurie, cu zupan din mătase albastră. Ține în mâna dreaptă buława de hatman.

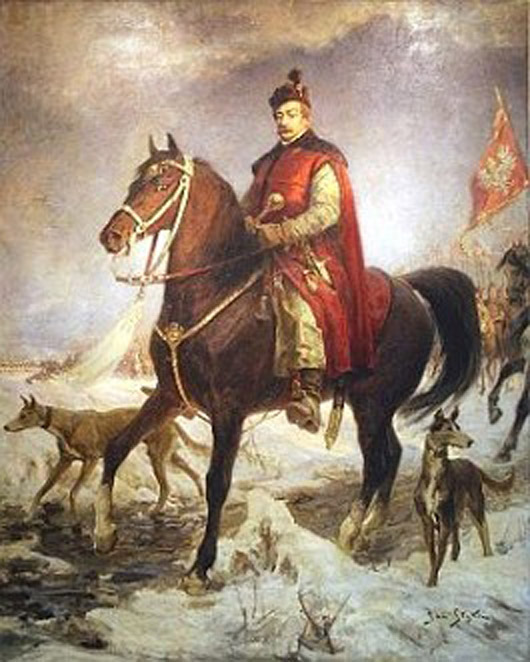
Jan Zamoyski

Jan Zamoyski (n. 19 martie 1542, Skokówka⁠(d), Zamość County⁠(d), Lublin, Polonia – d. 3 iunie 1605, Zamość, Coroana Regatului Poloniei⁠(d), Polonia-Lituania) a fost un magnat polonez, primul duce de Zamość, secretar (din 1566) și apoi cancelar al Coroanei (după 1576), mare cancelar (din 1578) și hatman (din 1581), staroste al Cracoviei (din 1580 până în 1585), staroste de Belz, Międzyrzecze, Krzeszów, Knyszyn și Derpsk. A fost cel mai important consilier al regilor Sigismund al II-lea August și Ștefan Báthory, dar și unul dintre cei mai puternici oponenți la succesiunea lui Sigismund al III-lea Vasa. Jan Zamoyski a fost un politician, diplomat și om de stat abil, cea mai importantă figură politică a Uniunii polono-lituaniene de la sfârșitul secolului al XVI-lea și începutul celui următor.

## Biografie

### Perioada timpurie: suporterul Regalității
Jan Zamoyski s-a născut pe 19 martie 1542 ca fiu al lui Stanisław Zamoyski și Anna Herburt în Skokówka. La vârsta de 13 ani este trimis să studieze la Universitatea din Padova, unde a obținut un doctorat în drept. La Padova se convertește de la calvinism la Biserica Romano-Catolică. Se întoarce în Polonia în 1562.
Încă de pe vremea studiilor s-a arătat deosebit de interesat de politică. În 1563 scrie scrie De senatu Romano (Despre Senatul roman), un studiu asupra sistemului republican al Romei antice, ale cărui principii constituționale ar fi vrut să fie aplicate și în politica Uniunii polono-lituaniene. 
După întoarcerea în Polonia a fost numit secretar al regelui Sigismund al II-lea August. În 1567 a fost numit la comanda unei forțe expediționare care din inițiativa regelui a fost trimisă să înlăture familia nobiliară Starzechowscy de pe moșiile pe care le ocupase ilegal.
După stingerea dinastiei iagellonice (1572), în timpul alegerilor din 1573, pentru care s-a întrunit pentru prima oară seimul electiv, și-a folosit influența pentru a impune principiul potrivit căruia toți nobilii au dreptul de își alege regele, iar acesta va fi ales cu majoritatea voturilor. În această perioadă scrie un  tratat politic despre această nouă procedură electivă (Modus electionis). A fost prietenul lui  Mikołaj Sienicki și Hieronim Ossolinski, devenind în scurt timp liderul facțiunii care reprezenta interesele nobilimii mici și mijlocii (șleahta) al cărei obiectiv era de a reforma sistemul politic al țării, pentru a pune bazele unei noi puteri executive (pol. egzekucja praw, egzekucja dóbr, popularysci, ruch egzekucyjny) și prezervarea unei sistem constituțional și parlamentar de guvernare care va inaugura "Era Libertății de Aur)", o lungă perioadă din istoria Poloniei (1573-1791) în care rolul principal îl va avea mica nobilime. Influența lui era atât de puternică încât va fi numit “primul tribun al nobilimii.”
În timpul alegerilor din 1573 va sprijini alegerea lui Henri de Valois, viitorul rege Henric al III-lea al Franței, dintr-o dinastie care era ostilă Habsburgilor. Candidatul acestora (arhiducele Maximilian avea câțiva suporteri în Polonia, mai ales în rândul magnaților. În timpul alegerilor din 1575 a acordat sprijin unui alt candidat ostil Habsburgilor (dar și Otomanilor), principele Transilvaniei Ștefan Báthory, pe care l-a ajutat să își întărească autoritatea. A participat alături de Ștefan Báthory la potolirea rebeliunii Danzig-ului din anii 1576-1577. În 1578 a primit postul de mare cancelar al Coroanei. A contribuit la pregătirea războiului dus împotriva Rusiei din anii 1579-1581 cu propriul contingent de 400 de mercenari. S-a arătat interesat de arta tacticii și a strategiilor militare, pe care le studia asiduu. Având sprijinul lui Ștefan Báthory, a început să exercite câteva dintre atribuțiile marelui hatman Mikołaj Mielecki, mai ales când acesta nu era prezent pe câmpul de luptă. În 1581 a luat definitiv locul acestuia, fapt excepțional, aceasta constituind o rară excepție de la regula care impunea că funcția de mare hatman să fie acordată pe viață iar Mikołaj Mielecki nu era mort la acea dată.

### Perioada târzie: în opoziție cu puterea regală

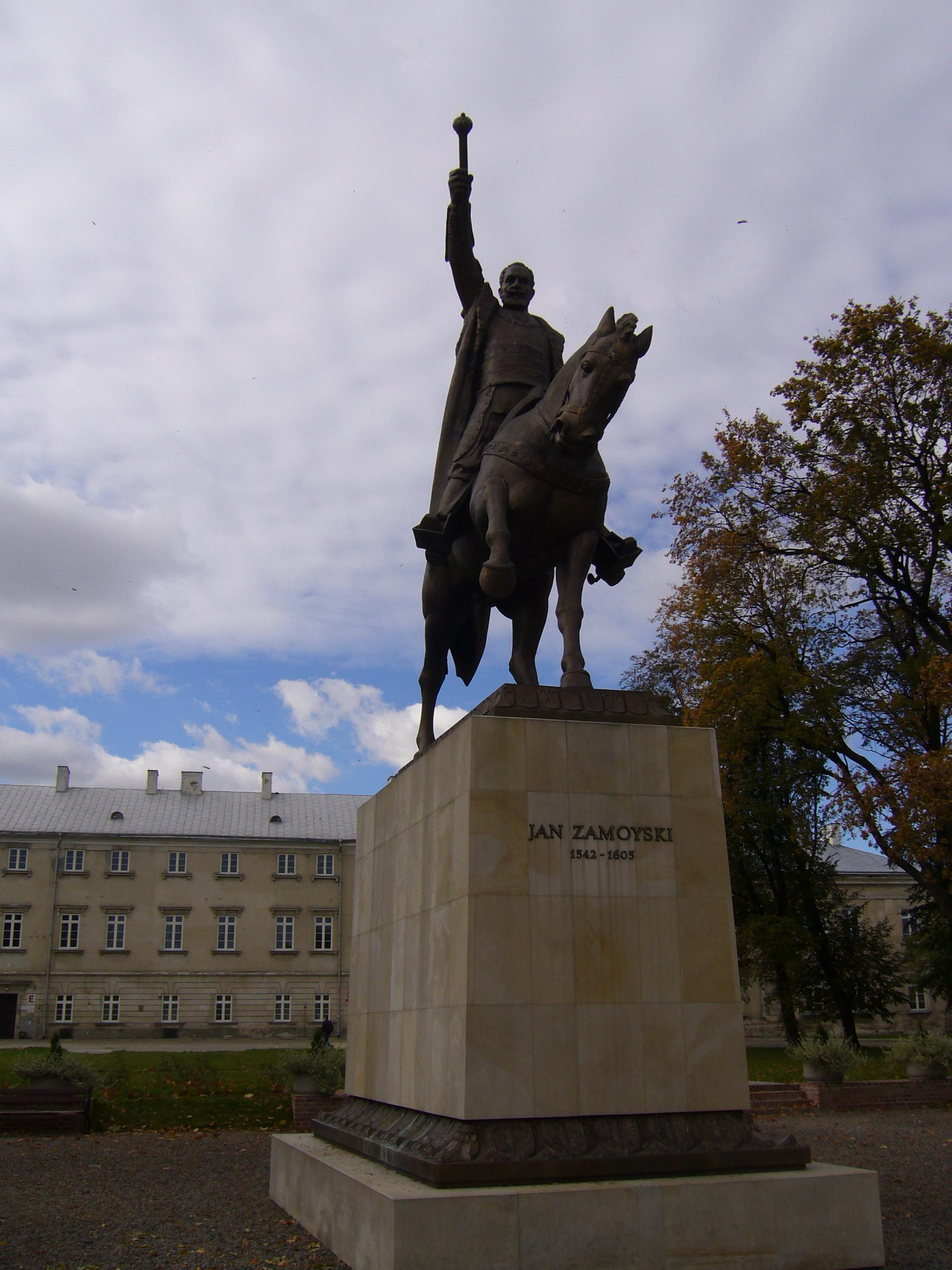
Statuia lui Jan Zamoyski din Zamość

La moartea lui Ștefan Báthory în 1586, Zamoyski l-a ajutat pe Sigismund Vasa să obțină tronul Poloniei și Lituaniei, luând parte și la războiul civil împotriva forțelor care sprijineau candidatura arhiducelui Austriei Superioare, Maximilian III de Habsburg, care era și Mare Maestru al Ordinului teutonic. A fost însărcinat cu apărarea Cracoviei și a învins forțele austriece în Bătălia de la Byczyna din 1588, în care Maximilian III de Habsburg a fost luat prizonier și va fi obligat să renunțe la orice pretenție la coroana Poloniei și a Lituaniei.
Totuși, încă de la începutul domniei lui Sigismund al III-lea pe care l-a sprijinit inițial să obțină tronul, s-a împotrivit tendințelor acestuia de a reinstaura o monarhie absolutistă. Sigismund Vasa s-a aliat atunci cu Habsburgii și alte forțe politice care sprijineau Contrareforma, încercând să obțină sprijinul acestora în noua sa campanie de redobândire a tronului suedez. Noul rege era îngrijorat de influența mult prea puternică a lui Jan Zamoyski, dar era obligat să respecte legislația Uniunii polono-lituaniene, care îi interzicea să își demită cancelarul. Zamoyski pe de altă parte îl trata pe rege ca pe un pion al politicii sale, socotindu-l un străin ignorat față de problemele statului. În opoziție cu politica acestuia, Zamoyski era avocatul toleranței religioase împotriva puterii și a influenței crescânde a Bisericii romano-catolice și a iezuiților și a avertizat asupra inutilității implicării Uniunii polono-lituaniene în războaiele dinastice pentru succesiunea la tronul Suediei în condițiile în care la frontierele sud-estice ale statului puterea Imperiului otoman rămânea o amenințare constantă. Viziunea politică și acțiunile lui Jan Zamoyski urmăreau ca Uniunea polono-lituaniană să evite și apoi să se îndepărteze de tendințele absolutiste care câștigau atunci tot mai mult teren în celelalte state europene.
Conflictul deschis între regele Sigismund al III-lea Vasa și cancelarul său a izbucnit în timpul lucrărilor Dietei (pol. Sejm) din 1592, când Zamoyski a dezvăluit planul regelui de a ceda Habsburgilor coroana Poloniei și a Lituaniei în schimbul sprijinului acestora pentru dobândirea tonului Suediei. Zamoyski a eșuat atunci în încercarea de a îl detrona pe regele Sigismund al III-lea Vasa, dar a primit mână liberă pentru a rezolva problema Moldovei. El a declanșat Războaiele magnaților polonezi în Moldova (1593-1621), plănuind să transforme Moldova într-un stat-tampon, la intersecția intereselor Uniunii polono-lituaniene cu cele ale Imperiului Otoman. În 1594 a eșuat în încercarea de a opri o incursiune a tătarilor la hotarele de sud ale statului. În anul următor (1595) a avut mai mult succes, obținând victoria în Bătălia de la Țuțora și ajutându-l astfel pe Ieremia Movilă (pol. Jeremi Mohyła) să obțină tronul Principatului Moldovei. În 1600 a luptat împotriva lui Mihai Viteazul (pol. Michal Waleczny), voievodul Țării Românești și noul stăpân al Transilvaniei (din 1599), care cucerise și Moldova. Învingând armatele lui Mihai Viteazul la Bucov, Jan Zamoyski l-a restaurat pe Ieremia Movilă pe tronul Moldovei și l-a ajutat pe fratele acestuia (Simion Movilă)  să obțină pentru scurt timp tronul Țării Românești, reușind astfel să extindă influența Poloniei până la Dunărea de Jos.
În 1600 și 1601 a luat parte și la războiul dus împotriva Suediei, conducând infanteria forțelor polono-lituaniene în Livonia, unde a recucerit câteva fortărețe: Wolmar la 19 decembrie 1601, Fellin la 16 mai 1602 și Bialy Kamien la 30 septembrie 1602. Dificultățile campaniei i-au agravat însă starea de sănătate și l-au obligat să renunțe la comandă. Zamoyski a murit la 3 iunie 1605, datorită unui accident vascular.

## Moștenirea
Având controlul asupra funcțiilor de mare cancelar și mare hatman (pentru prima oară cumulate de o singură persoană), Zamoyski a fost unul dintre cei mai puternici oamenii din Polonia și Lituania. A fost responsabil de majoritatea deciziilor care în această perioadă au implicat politica internă și externă a statului fiind considerat și astăzi unul dintre cei mai importanți oameni de stat din istoria Poloniei. Este recunoscut și ca unul dintre cei mai înzestrați comandanți militari. Tactica lui pe timpul campaniilor militare urmărea să își păstreze forțele, favorizând asediile și atacurile pe flancuri și a deprins magistral arta artileriei și a fortificațiilor care făcuseră mari progrese în Occident. Războiul dus împotriva Țaratului Rusiei a arătat că este un comandant extrem de priceput în arta asediilor, iar evenimentele ulterioare au dovedit că este un comandant desăvârșit și în bătăliile în câmp deschis.
Unii dintre discipolii politicii sale vor încerca mai târziu (1606-1609) să-l detroneze pe Sigismund al III-lea Vasa în timpul rebeliunii nobiliare conduse de Mikołaj Zebrzydowski (pol. rokosz Zebrzydowskiego).
A adunat de-a lungul timpului o imensă avere. Moșiile sale însumau aproape 6.500 km², inclusiv 11 orașe și 200 de sate. Jan Zamoyski a devenit și custodele puterii regale pentru alte 112 cetăți și 612 sate (cca 17.500 km²). În 1580 a fondat orașul care îi poartă numele (Zamość) proiectat și construit potrivit planului “cetății ideale” al arhitectului italian Bernardo Morando. În 1595 a pus bazele Academiei Zamojska, cea de-a patra instituție de învățământ superior din Polonia, unde au pătruns încă de la început studiile umaniste.
Jan Zamoyski este unul dintre personajele reprezentate în cunoscutele picturi ale lui Jan Matejko: Predica lui Skarga (1864) și Báthory la Pskov (1872).

## Citate
- Rex regnat, sed non gubernat ("Regele domnește, dar nu guvernează"). Jan Zamoyski este autorul celebrului dicton latin, rostit într-una dintre ședințele Sejm-ului, formulă care îi aparține și care sintetizează principiile pe care se bazează de fapt monarhia constituțională.

## Galerie de imagini

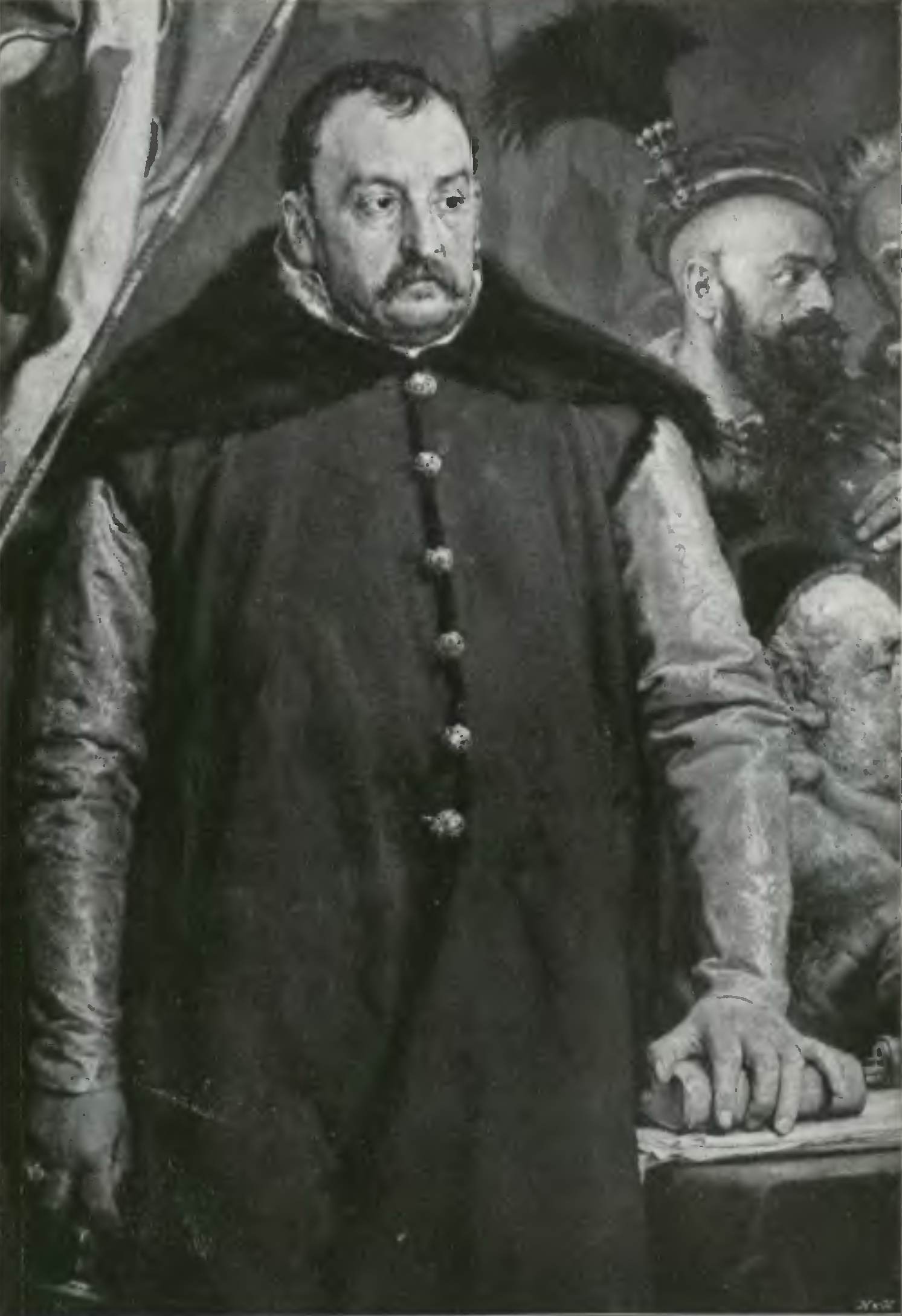
Zamoyski, detaliu din pictura monumentală a lui Jan Matejko (1872)
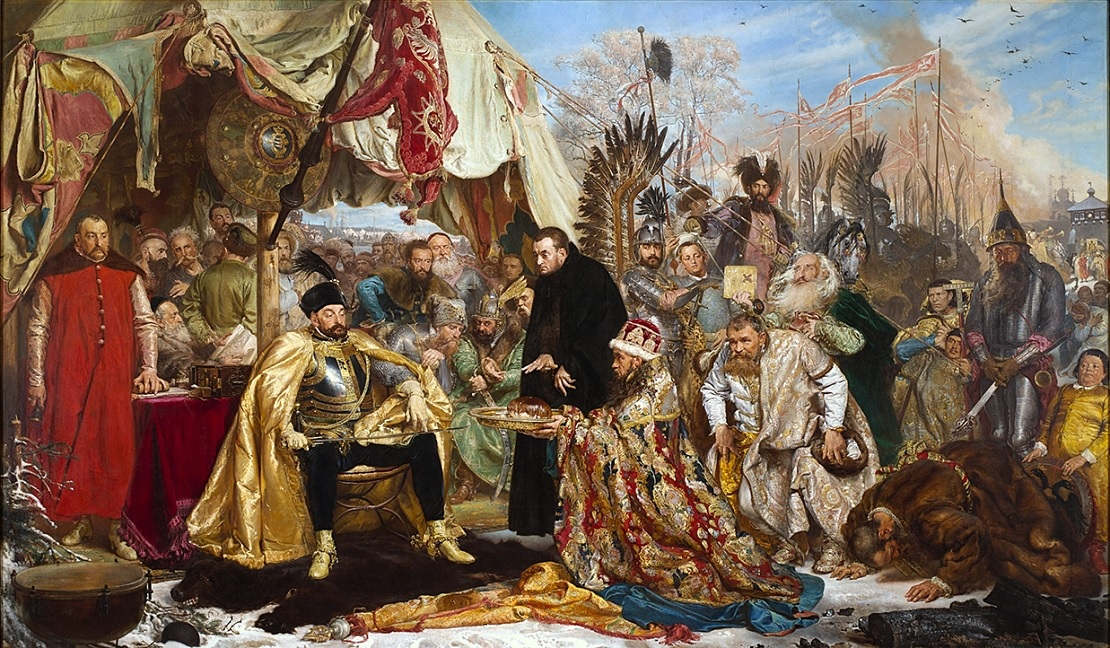
„Regele Ștefan Báthory la Pskov”, pictură de Jan Matejko. Báthory este flancat de cancelarul Jan Zamoyski (în roșu) și de Antonio Possevino (în negru).

## Legături externe
- Materiale media legate de Jan Zamoyski la Wikimedia Commons